# Манфред Ман
„Манфред Ман“ (на английски: Manfred Mann) е бийт, ритъм енд блус и поп група от Лондон, подплатена със стабилна джаз основа.
Създадена е през 1960-те години. Носи името на южноафриканския кийбордист Манфред Ман, който през 1970-те години води „Манфред Манс Ърт Бенд“.
Често присъства в класациите през 1960-те години. Тя е първата група от южната част на Англия, която завоюва „Билборд Хот 100“, в ерата на Британското нашествие.